# Komplex staveb u Arménské katedrály
Komplex staveb u arménské katedrály ve Lvově vznikl postupně, od 14. století do počátku 20. století, a nachází se v centrální, historické části Lvova - v místě, kde se ve 14. století usadili Arméni. Jedná se o unikátní památku středověké arménské architektury na Ukrajině.

## Umístění komplexu

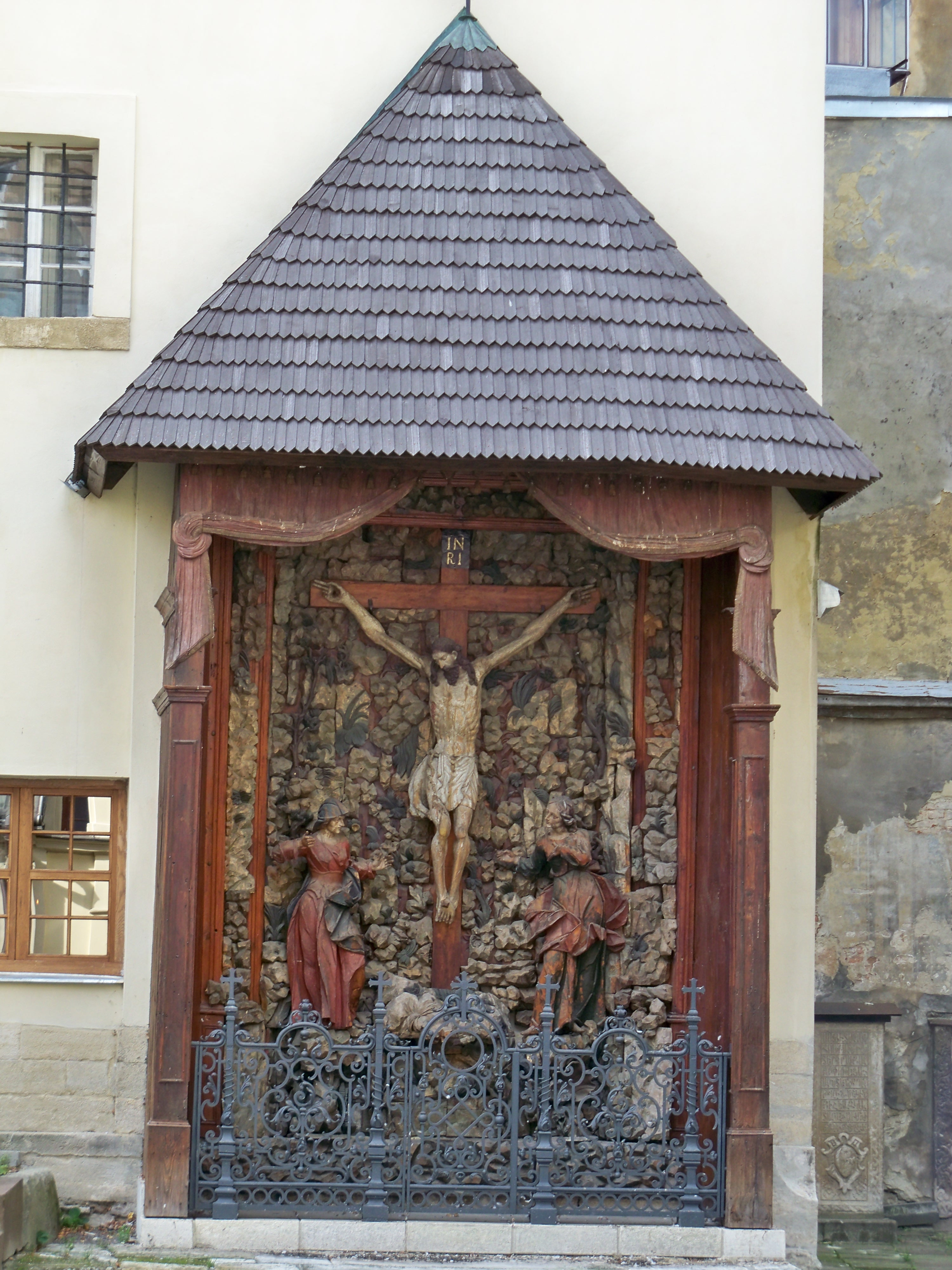
Jižní nádvoří (Golgota)

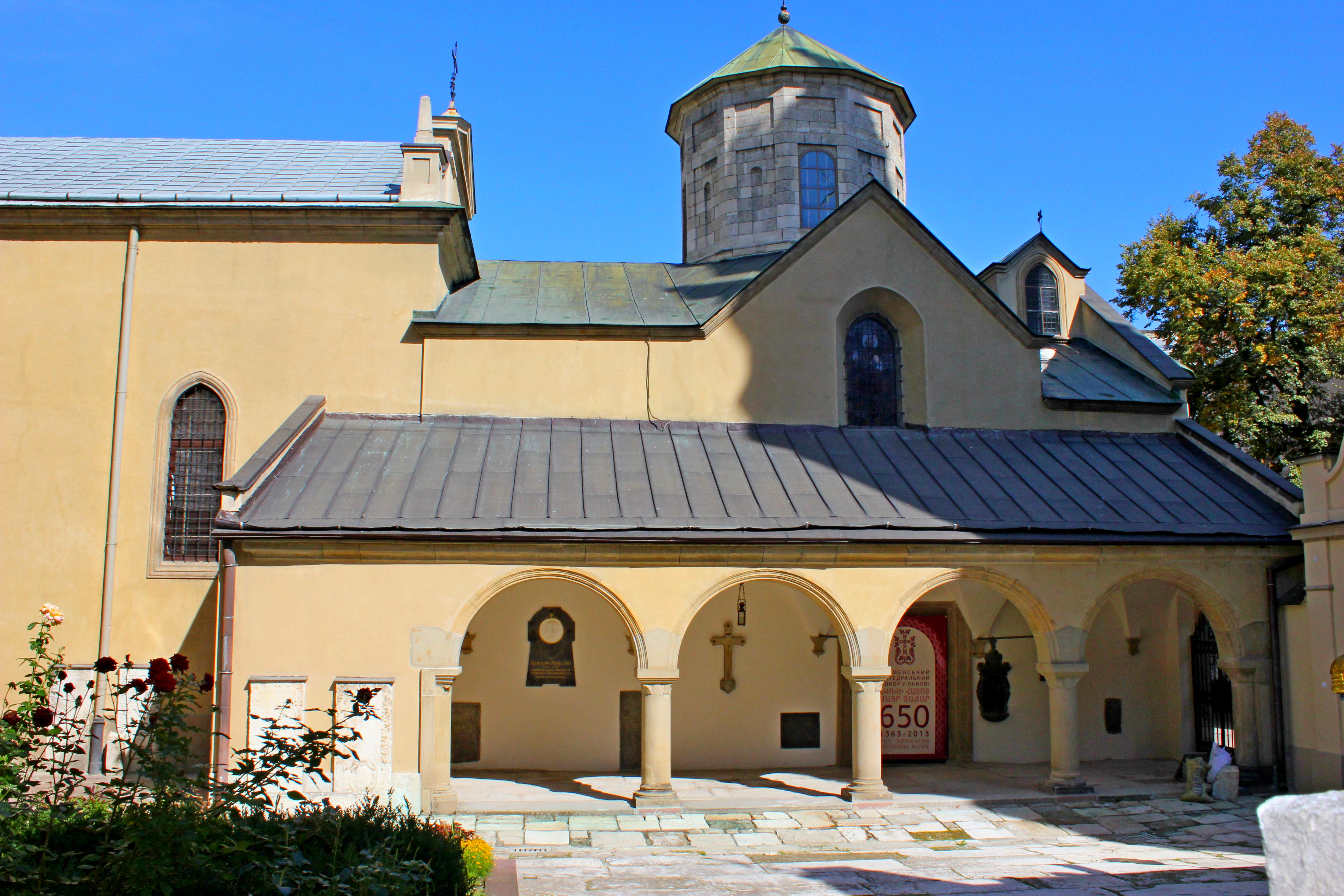
Klášterní (severní) nádvoří

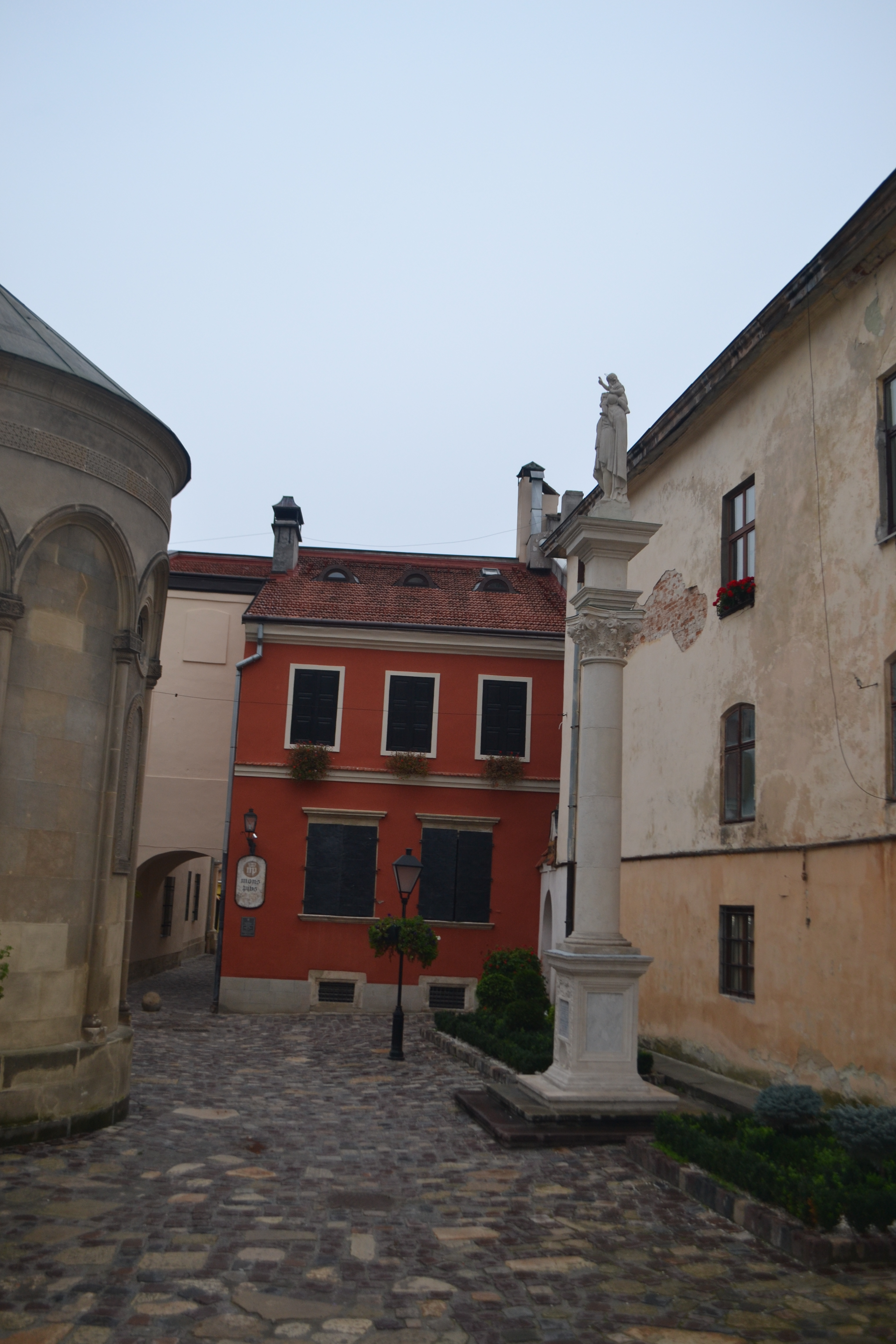
Východní nádvoří s Pamětním sloupem (sv. Kryštof)

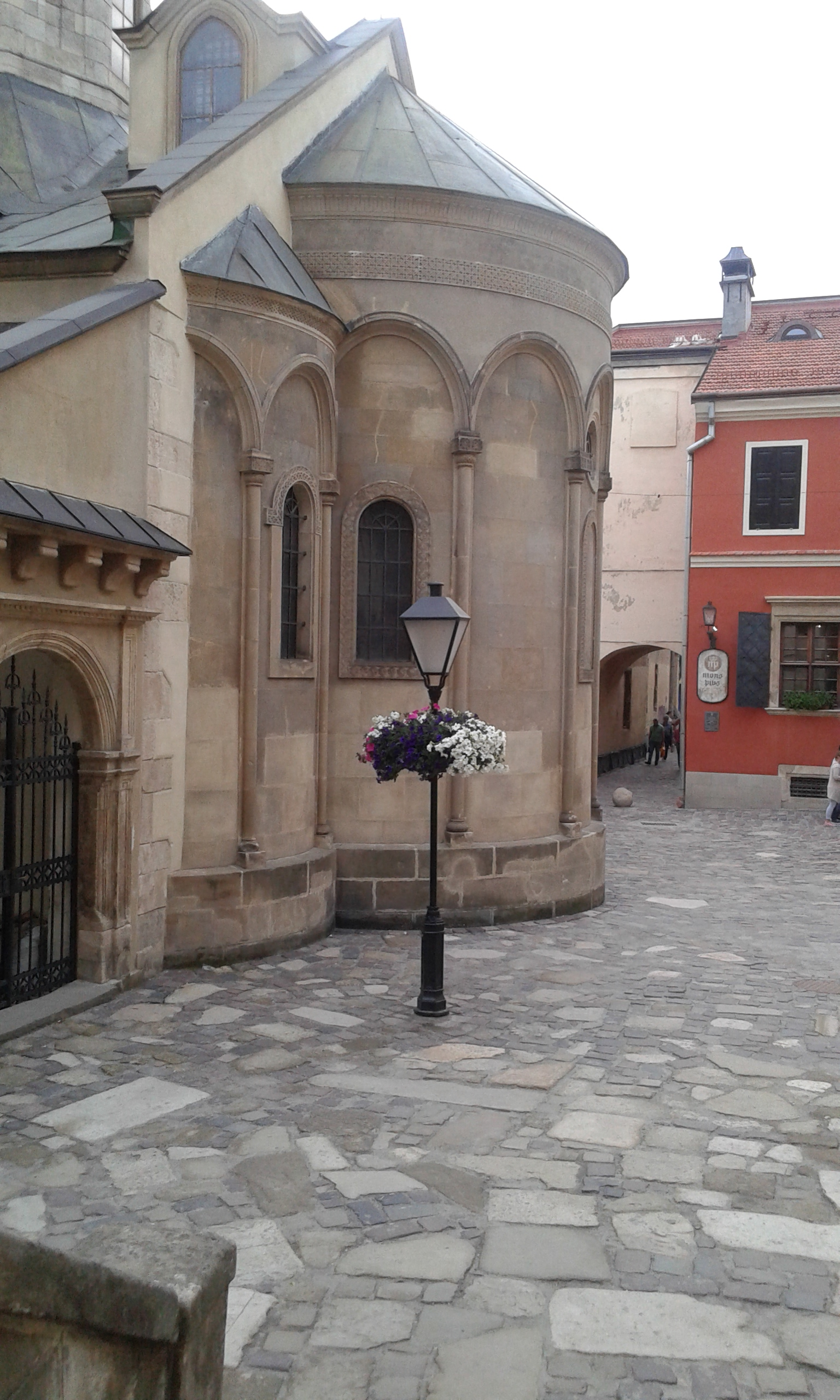
Východní nádvoří - apsidy katedrály

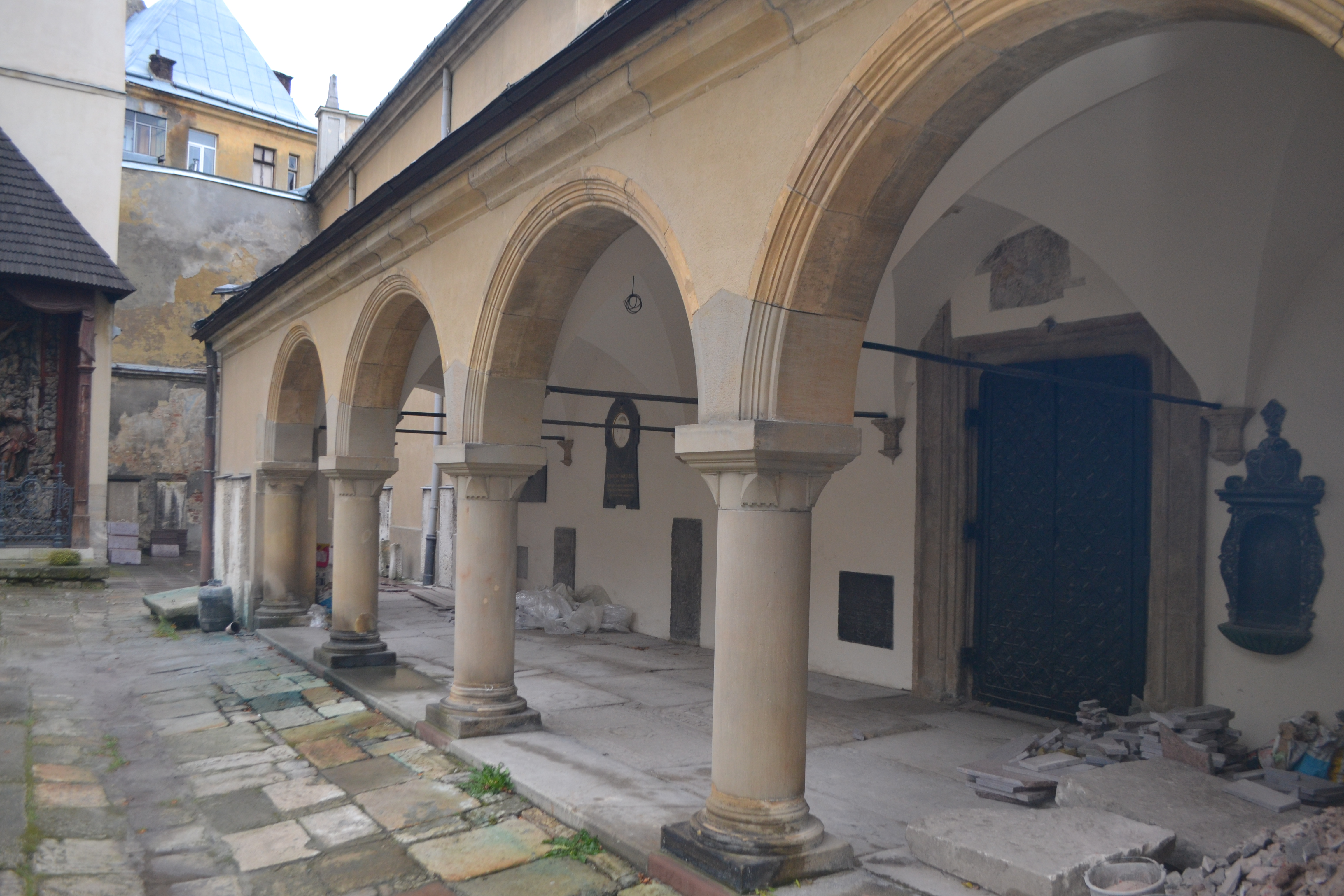
Ambit na Jižním nádvoří

Komplex se nachází v prostoru mezi ulicemi Arménskou (z jihu), Krakovskou (ze západu) a Lesji Ukrajinky (ze severu). Z východní strany je hranice tvořena budovami arménské kapituly a arcibiskupským palácem. Mezi nimi a katedrálou je východní nádvoří, které tvoří průchod mezi ulicemi Arménskou a Lesji Ukrajinky. Na jižní straně tohoto východního nádvoří stojí věž Zvonice, ve které je průchod na jižní nádvoří a dále do Arménské ulice. Mezi katedrálou a ulicí Lesji Ukrajinky je bývalý klášter arménských benediktinek, který je oddělen od katedrály severním nádvořím. Hlavní vchod do katedrály je z ulice Krakovské. Celý tento soubor staveb vytváří nepravidelný čtyřúhelník.

### Komplex staveb tvoří
- Arménská katedrála
- Zvonice
- Palác arménských arcibiskupů
- Arménská banka
- Klášter arménských benediktinek
- Pamětní sloup se sochou sv. Kryštofa
- Plastika Golgota

## Popis komplexu
Katedrála je architektonickým centrem celého tohoto seskupení, všechny ostatní stavby jsou seskupeny kolem ní a mezi nimi jsou tři malá, uzavřená nádvoří.
Klášterní (severní) nádvoří se nachází mezi severní zdi katedrály a budovou kláštera arménských benediktinek, který byl postaven v roce 1682. Před klášterem byla v roce 1881 umístěna socha Tomáše Dykase. Galerie, která vychází z italských lodžií, slouží pro přechod z kláštera do katedrály. Její dolní část je otevřená, klenutá, horní je uzavřená. Do zdi jsou zabudovány dvě reliéfy z místního vápence (16. - začátek 17. století).
Východní nádvoří je spojeno s klášterním nádvořím barokní bránou (1671). Říká se mu také Kryštofovo nádvoří, protože zde stojí, od roku 1726, sloup se sochou sv. Kryštofa (na paměť požáru v roce 1712). Nádvoří je ze všech stran uzavřeno budovami bývalé arménské banky (ze 17. století), arcibiskupským palácem (z konce 18. století), zvonicí (16. - 18. století) a apsidami katedrály. Průchod spojuje východní nádvoří s ulicí Lesji Ukrajinky. Nad bránou se nachází letopočet "1779“, který datuje restauraci budov po požáru v roce 1773.
Jižní nádvoří je spojeno s východním nádvořím branou s barokním štítem z roku 1877, a odděleno od ulice Arménské kovovým, mřížovým plotem. Ve výklenku plotu z ulice je socha s datem „1664“ - charakteristickým příkladem lvovské sochy druhé poloviny 17. století, podle některých vědců od lvovského sochaře M. Erlemberga. U jižní zdi katedrály se rozprostírá otevřená arkádová galerie z roku 1437. Na prázdné zdi domu je instalována dřevěná plastika "Ukřižování/Golgota" z 18. století.